# SC Weinfelden
Der Schlittschuhclub Weinfelden ist ein Schweizer Eishockeyclub aus Weinfelden im Kanton Thurgau. Die erste Mannschaft des SCW ist in der Saison 2012/2013, nach zweijähriger Abwesenheit, wieder in die 1. Liga Gruppe Ost aufgestiegen. In der Saison 2017/2018 ist der SC Weinfelden wieder in die 2. Liga abgestiegen. Es besteht eine Spielergemeinschaft mit dem EHC Kreuzlingen-Konstanz und in der Nachwuchsarbeit mit dem HC Thurgau.

## Geschichte
Gegründet wurde der SC Weinfelden 1942 als EHC Weinfelden. 1981 bezog der SC Weinfelden die fertiggestellte Eishalle Weinfelden, zuvor spielte der Verein auf einem offenen Eisfeld im Thurvorland. 1989 übergab der EHC Weinfelden seine Lizenz dem neu gegründeten HC Thurgau um das kantonale Eishockey zu stärken. Der im Anschluss gegründete SC Weinfelden startete als neuer Verein in der tiefsten Liga. 2003 gelang der Wiederaufstieg in die 1. Liga, der höchsten aller Amateurligen des Schweizer Eishockeys.

### Sportliche Situation
Der SC Weinfelden spielt seit dem Aufstieg in die 1. Liga mit tiefem Budget und jungen Spielern vornehmlich gegen den Abstieg. Allerdings gelang, bis auf eine Ausnahme 2009/10, seit dem Wiederaufstieg immer die Qualifikation für die Playoffs der besten acht Teams. In der Saison 2007/08 gelang durch die grosse finanzielle Unterstützung verschiedener lokaler Geldgeber die Qualifikation für die Halbfinals. Hier scheiterte das aufstiegswillige Team am EHC Winterthur im fünften Spiel. Im Anschluss übernahmen die Sponsoren-Gruppe den HC Thurgau. Seither versteht der Verein seine Rolle als Ausbildungsverein für junge Spieler aus der Region.
In der Saison 2010/11 verlor der SC Weinfelden das letzte Spiel der Saison auswärts deutlich gegen den EHC Wetzikon mit 10:0 und stieg in die 2. Liga ab. Nach einer starken Hinrunde der Qualifikation war die Mannschaft in Rückrunde sowie der Master- und Abstiegsrunde nicht mehr in der Lage die Leistungen zu bestätigen. Der Verein setzte sich den Wiederaufstieg zum mittelfristigen Ziel. Nach Ende der Qualifikation in der Saison 2012/2013 stand der SC Weinfelden bereits vor Ende Qualifikationsrunde als Gruppensieger fest. Am 19. März 2013 gelang dem Team der Aufstieg in die 1. Liga, mit einem 5:1-Sieg im 3. Finalspiel gegen den HC Prättigau-Herrschaft.

## Frauen
Die Frauenmannschaft des SC Weinfelden wurde 1988 gegründet und spielte schon in sämtlichen drei Leistungsklassen. Zu Beginn der 1990er Jahre spielten die Ladies in der höchsten Spielklasse LKA, der heutigen Women’s League.
In der Saison 1995/96 trat die Mannschaft als Spielgemeinschaft mit dem EHC Schaffhausen an, zwischen 1996 und 1998 mit dem Grasshopper Club Zürich. 1998 folgte nach dem 5. Platz am Saisonende der freiwillige Abstieg in die dritte Spielklasse (LKC).
| Saison  | Liga | Rang    |
| ------- | ---- | ------- |
| 1989/90 | LKA  | 2. Rang |
| 1990/91 | LKA  | 4. Rang |
| 1991/92 | LKA  | 3. Rang |
| 1992/93 | LKA  | 5. Rang |
| 1993/94 | LKA  | 6. Rang |
| 1994/95 | LKA  | 6. Rang |
| 1995/96 | LKA  | 5. Rang |
| 1996/97 | LKA  | 5. Rang |
| 1997/98 | LKA  | 5. Rang |
| 1998/99 | LKC  | 3. Rang |

| Saison  | Liga | Rang              |
| ------- | ---- | ----------------- |
| 1999/00 | LKC  | 1. Rang, Aufstieg |
| 2000/01 | LKB  | 4. Rang           |
| 2001/02 | LKB  | 2. Rang           |
| 2002/03 | LKB  | 2. Rang           |
| 2003/04 | LKB  | Abstieg           |
| 2004/05 | LKC  | 4. Rang           |
| 2005/06 | LKC  | 3. Rang           |
| 2006/07 | LKC  | 3. Rang           |
| 2007/08 | LKC  | 2. Rang           |

| Saison  | Liga   | Rang              |
| ------- | ------ | ----------------- |
| 2011/12 | LKB    | 1. Rang           |
| 2012/13 | LKB    | 1. Rang, Aufstieg |
| 2013/14 | LKA    | 6. Rang           |
| 2014/15 | SWHL A | 6. Rang           |
| 2015/16 | SWHL A | 6. Rang           |
| 2016/17 | SWHL A | 5. Rang           |
| 2017/18 | SWHL A | 6. Rang           |
| 2018/19 | SWHL A | 6. Rang           |
| 2019/20 | SWHL A | 6. Rang           |

1999 schaffte die Mannschaft den Wiederaufstieg in die zweite Spielklasse, in der die Frauen in den folgenden Jahren zu den Spitzenteams gehörten. 2004 folgte nach dem Abgang einiger Leistungsträger zum Partnerteam DSC Oberthurgau der Abstieg in die Leistungsklasse C.
In der Saison 12/13 gelang der ersten Mannschaft der Aufstieg in die höchste Spielklasse (SWHL A). Im Sommer 2020 wurde die erste Frauenmannschaft des SC Weinfelden in einen neuen Verein, die Thurgau Indien Ladies, überführt und die Liga-Lizenz an diesen übertragen.

## Trauben Trophy
Die Trauben Trophy ist das traditionelle Eishockey-Turnier des SC Weinfelden. Ab 2011 findet das Turnier über drei Tage statt und öffnet sich auch für interregionale Hobbyteams. Es gibt die folgenden Kategorien:
- Vereine/Firmen
- Fanclubs
- Mixed
- Hobby-Liga